# Петършино
Петършино (на македонска литературна норма: Петршино) е село в източната част на Северна Македония, община Пробищип.

## География
Землището на Петършино е 6,4 km2, от които земеделската площ е 614 хектара – 470 хектара обработваема земя, 136 хектара пасища и 8 хектара гори.

## История
В XIX век Петършино е малко българско село в Кратовска кааза на Османската империя. Според статистиката на Васил Кънчов от 1900 година Петършино има 135 жители, всички българи християни.
В началото на XX век българското население на селото е под върховенството на Българската екзархия. По данни на секретаря на екзархията Димитър Мишев („La Macédoine et sa Population Chrétienne“) през 1905 година в Петършино (Peterchino) има 144 българи екзархисти и 12 цигани.
При избухването на Балканската война в 1912 година 4 души от Петършино са доброволци в Македоно-одринското опълчение. След Междусъюзническата война в 1913 година селото остава в Сърбия.
Според преброяването от 2002 година селото има 60 жители (32 мъже и 28 жени), в 34 домакинства и 101 къщи.
В 2014 година формата на името на селото е променена от Петришино (Петришино) към оригиналното Петършино (Петршино).

## Личности
Родени в Петършино
- Илия Василев Мицов (1875 – след 1943), български революционер, деец на ВМОРО, македоно-одрински опълченец
- Стоимир (Стоил) Нацев (1888 – 1922), български революционер, деец на ВМОРО, четник на Стоян Леков[6] и на Дончо Ангелов в 1915 година,[7] загинал в сражение със сръбски части на 8 юли 1922 година[8]